# Margaret Marley Modlin
Margaret Marley Modlin (* 5. Januar 1927 in Robeson County, Vereinigte Staaten; † 28. Oktober 1998 in Madrid, Spanien) war eine US-amerikanische Künstlerin des Surrealismus.

## Leben und Wirken
1949 heiratete Modlin den Dichter und Schauspieler Elmer Nelson Modlin (1925–2003). Aus der Ehe ging der Sohn Nelson Modlin († 2002) hervor. 1972 zog die Familie nach Spanien, wo sich Modlin ganz der Malerei widmete. Sie stellte ihre Werke in Kalifornien, New York, Italien und Spanien aus. Dazu gehörten unter anderem Ausstellungen 1972 in der Galería de Luis und 1978 im Círculo de Bellas Artes. Nach dem Tod ihres Mannes wurden über 120 ihrer Gemälde in ihrem Haus in Madrid gefunden.
Modlin war zudem in den Filmen Liebe, Schmerz und das ganze verdammte Zeug (1973) und Marschier oder stirb (1977) als Darstellerin zu sehen. 2012 gab es einen Kurzfilm mit dem Titel A Story for the Modlins unter der Regie von Sergio Oksman über die Familie Modlin, der 2013 auf der Regensburger Kurzfilmwoche gezeigt wurde. Oksman hatte durch einen Zufall eine Kiste voller Fotos, Briefe und Papiere sowie einem VHS-Band erhalten, mit denen er diesen Film ausgestaltete.

## Schriften (Auswahl)
- Elmer N. and Margaret M. Modlin papers, 1987, 1996. OCLC 44499170.
- Portraits of Henry Miller. 1996, OCLC 48454412.